# Ignace Joseph Lepidi
Pour les articles homonymes, voir Lepidi.
Ignace Joseph Lepidi est un homme politique français né en 1752 à Tallone (Haute-Corse) et mort à une date inconnue.

## Biographie
Commissaire des guerres, il est élu député du département de Golo au Conseil des Cinq-Cents le 21 germinal an VII (10 avril 1799).